# Albares
Albares település Spanyolországban, Guadalajara tartományban. Albares Almoguera, Mazuecos, Pozo de Almoguera és Mondéjar községekkel határos. Lakosainak száma 608 fő (2024).

## Népesség
A település lakosságának változását az alábbi diagram mutatja:
| Lakosok száma | 491  | 508  | 504  | 547  | 567  | 542  | 559  | 513  | 479  | 608  |
|               | 2001 | 2004 | 2006 | 2009 | 2011 | 2014 | 2016 | 2019 | 2021 | 2024 |